# بنيامين من طبرية
وفقًا للمصادر اليهودية، كان بنيامين من طبرية رجلاً فاحش الثراء قام بتجنيد وتسليح العديد من الجنود خلال ثورة اليهود ضد هرقل في إقليم فلسطين التابع لـالإمبراطورية البيزنطية في القرن السابع. وكان بنيامين أحد قادة الثورة وشارك بفعالية في الحصار والاحتلال الفارسي لـالقدس في عام 614 ولعب دورًا رئيسيًا في إدارة المجتمع اليهودي المستقل داخل الإمبراطورية الساسانية. ومع ذلك، كانت مدة الاستقلال وجيزة واستسلم اليهود لهرقل، الذي دخل القدس في عام 628. وبالرغم من الاستسلام، قضت مذبحة كبرى وقعت في العام التالي ارتكبها البيزنطيون والغساسنة على المجتمعات اليهودية في الجليل والقدس. ومصير بنيامين غير معروف بشكل مؤكد.

## تحالف الساسانيون مع اليهود
خلال مرحلة مبكرة من الحرب البيزنطية-الساسانية 602-628، قرر الحاكم الفارسي الساساني كسرى الثاني كحركة تكتيكية تشكيل تحالف عسكري مع الشعب اليهودي في الإمبراطورية الساسانية مع وعد بإعادة إقامة الحكم اليهودي على أرض إسرائيل (إقليم فلسطين التابع للدولة البيزنطية في ذلك الوقت). وبعد تحالفه مع نحميا بن هوشيل، ابن المنفي اليهودي، وصل جيش ساساني-يهودي مشترك بقيادة شهرباراز إلى فلسطين واحتل قيسارية. وانضم إلى القوات اليهودية والفارسية بنيامين من طبرية، الذي قام بتجنيد وتسليح جنود يهود إضافيين من طبرية والناصرة والمدن الجبلية في الجليل وتقدموا معًا باتجاه القدس. ولاحقًا، انضم إليهم اليهود في الأجزاء الجنوبية للبلاد ودعمتهم جماعة من العرب، ونجحت القوات المتحدة في احتلال القدس في يوليو 614 ميلادي.

## القائد اليهودي
تسببت الجهود العسكرية المشتركة للقوات الساسانية والميليشيات اليهودية في استقلال اليهود تحت السيادة الساسانية. ولم توثق فترة السنوات الثلاث التي تلت احتلال القدس جيدًا، بالرغم من أن المصادر اليهودية تدعي تعيين المنفي اليهودي، نحميا بن هوشيل، آنذاك حاكمًا للقدس. وفي عام 617، تخلى الجيش الساساني عن المنطقة ليعزز حملة كسرى الثاني ضد البيزنطيين؛ وهو ما رأه اليهود خيانة. وفي نفس العام، ثار المسيحيون الباقون في القدس وقتلوا نحميا. وظل بنيامين قائدًا، ولكن ربما تدهور الاستقلال اليهودي إلى فوضى.

## السنوات الأخيرة
توجد روايات عديدة تتحدث عن مصير بنيامين: إحداها تتحدث عن إعدام ثيودوسيوس في عام 625 ميلادي؛ بينما تحدثت رواية أخرى عن اعتناقه المسيحية مكرهًا.
ومع ذلك، تذكر الرواية السائدة أنه في عام 628، بعد هزيمة وقتل كسرى الثاني، دخل هرقل القدس منتصرًا واستسلم له يهود طبرية والناصرة تحت قيادة بنيامين من طبرية وتحالفوا معه. ويقال إن بنيامين رافق هرقل في رحلته إلى القدس. وبالرغم من الاستسلام، فقد ذُبح معظم اليهود في المنطقة في العام التالي وهرب الناجون إلى مصر. ولا توجد معلومات أكيدة حول مصير بنيامين في تلك الفصول الأخيرة من الصراع.